# 2347 Vinata
A 2347 Vinata (ideiglenes jelöléssel 1936 TK) a Naprendszer kisbolygóövében található aszteroida. Henry L. Giclas fedezte fel 1936. október 7-én.